# El arte de la felicidad
El arte de la felicidad (Riverhead, 1998, ISBN 1-57322-111-2 en su versión original) es un libro escrito por Tenzin Gyatso, dalái lama, y Howard Cutler, un psiquiatra, que plantea preguntas al Dalái lama. Cutler aporta el contexto y la descripción de algunos detalles de la situación en la que se llevaron a cabo las entrevistas, así como añadiendo sus propias reflexiones sobre las cuestiones planteadas. El libro explora la formación de la visión humana que altera la percepción.
Los preceptos básicos que el Dalái lama expone son:
- El propósito de la vida es la felicidad.
- La felicidad está más determinada por el estado mental propio que por las condiciones externas, las circunstancias o los eventos cuando las necesidades básicas para sobrevivir se han conseguido.
- La felicidad puede ser alcanzada a través de un sistema sistemático de entrenamiento de los corazones y las mentes, a través de la remodelación de las actitudes y perspectivas.
- La clave de la felicidad está en las manos de cada persona.

## Otros libros del Dalái lama
- Una secuela, The Art of Happiness at Work, publicado en 2003 por Riverhead Press (ISBN 1-57322-261-5), también con Howard Cutler.
- Ethics for the New Millennium (1999). Riverhead Press. (ISBN 1-57322-025-6).
- An Open Heart, editado por Nicholas Vreeland. Back Bay Books. (ISBN 0-316-98979-7).